# Jubilee line
A Jubilee a londoni metróhálózat legfiatalabb tagja. Két szakaszban épült meg a vonal, az elsőt 1979-ben, a másodikat 1999 végén adták át. A teljes vonalon 27 állomás található, közülük 13 a föld alatt. A térképek szürke vagy ezüst színnel jelölik.
A vonalon 1996 Stock nevű szerelvények közlekednek, hasonlóak, mint a Northern vonalon az 1995 Stock szerelvények.

## Előzmények
1932-ben megnyitották a Metropolitan vonalat Wembley Park és Stanmore állomás között. Ekkor ez a vonal Északnyugat-London számára jelentett forradalmian új közlekedési lehetőséget mind komfort, mind sebesség tekintetében.
Nem sokkal később megnyitották a Bakerloo vonalat, amely immáron összeköttetésbe került a Metropolitannel és közvetlen átszállási kapcsolatot biztosított. A Bakerloo és a Metropolitan a Wembley Park és a Finchley Road között közlekedett, így a két állomás közti távolságot sikerült 7 percre lecsökkenteni, és sehol nem álltak meg a szerelvények e két állomás között. Ez a mai Jubilee egyik legforgalmasabb szakasza lett.

## Történelem
A vonal hivatalos átadása 1979. április 30-án történt, utasokat 1979. május 1. óta szállít. A vonal megnyitásának első célja volt, hogy tehermentesítse a Bakerloo vonalat. Pár évre rá egy új, négy kilométeres szakaszt építettek ki, így a vonal új végállomása a Charing Cross-i vasútállomás lett. Ma itt találkozik a Bakerloo, a Circle, a District és a Northern vonal.
A '70-es években tervbe vették, hogy meghosszabbítják a Woolwich Arsenalon keresztül egészen Thamesmeadig, de az építkezés megkezdése után nem sokkal kiderült, hogy a szakasz megépítése túlzottan költséges lenne, ezért az építkezés leállították, és soha nem folytatódott tovább.
Végül 1999-ben érte el a vonal a mai, teljes hosszát. A Jubilee az egyetlen olyan vonal, amely összeköti az összes metróvonalat és a DLR-t.

## Jövő
Fejlesztésként tervbe vették, hogy ún. SelTrac rendszert építenek ki 2009-ig, amely a DLR szerelvényein üzemel. Ezzel a rendszerrel a vonatok vezető nélkül tudnak futni, automata irányítja őket.

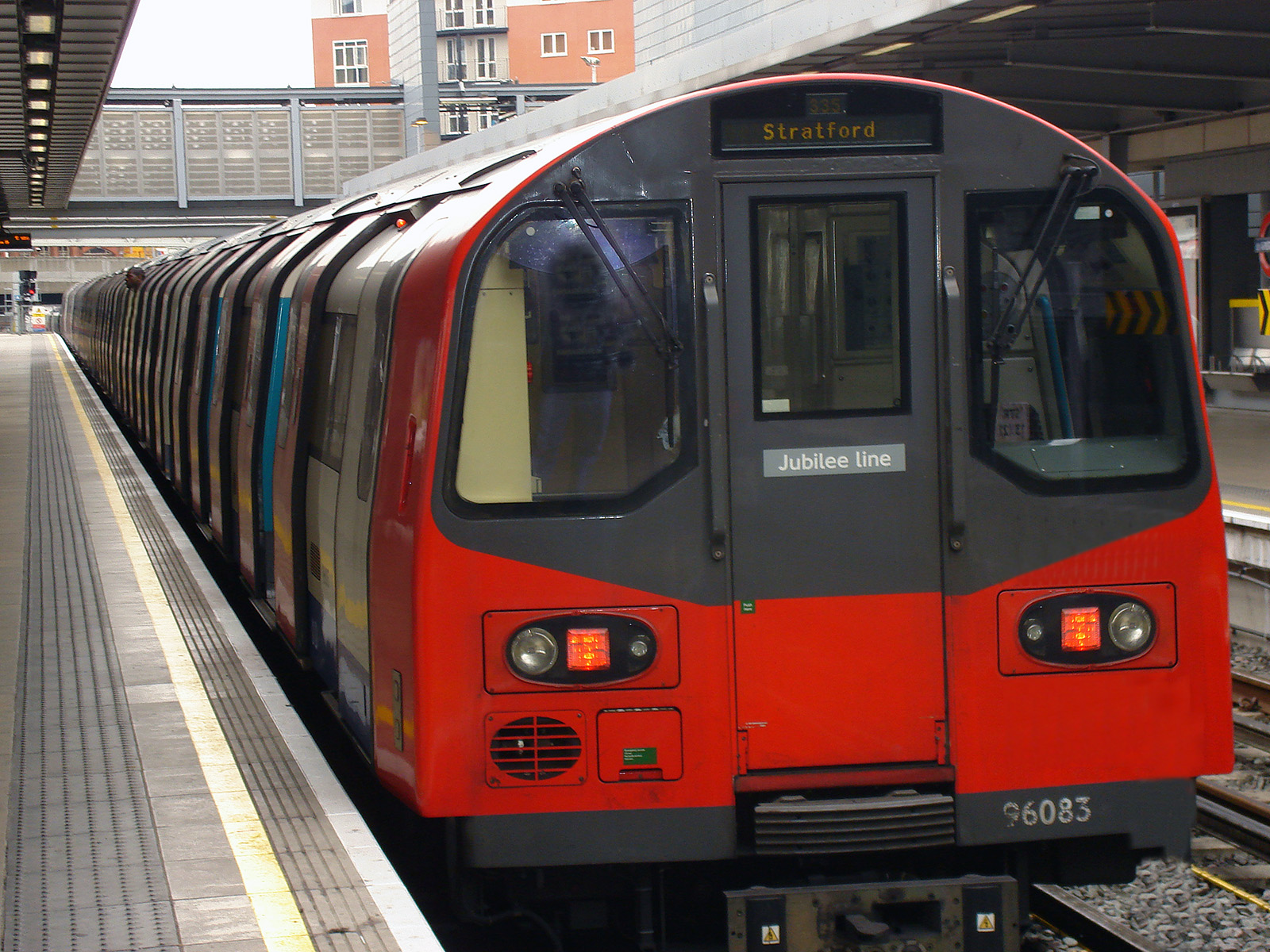
Az 1996 Tube Stock nevet viselő szerelvény Stratford állomáson

Szintén tervezik, hogy az eredeti tervek alapján meghosszabbítják Thamesmeadig, de konkrét építési tervek még a mai napig sincsenek.

## Állomáslista
Megjegyzés: A ma is ismert vonalon, Ny-K irányban! Zárójelben az átszállási lehetőségek vannak megjelölve, míg vastagon szedve a nagyobb állomások. NR = National Rail (vasúti csatlakozás).
- Stanmore (végállomás)
- Canons Park
- Queensbury
- Kingsbury
- Wembley Park (Metropolitan)
- Neasden
- Dollis Hill
- Willesden Green
- Kilburn
- West Hampstead (Overground)
- Finchley Road (Metropolitan)
- Swiss Cottage
- St. John’s Wood
- Baker Street (Bakerloo, Circle, Hammersmith & City, Metropolitan)
- Bond Street (Central)
- Green Park (Piccadilly, Victoria)
- Westminster (Circle, District)
- Waterloo (Bakerloo, Northern, Waterloo & City, NR)
- Southwark (NR, mint Waterloo East)
- London Bridge (Northern, NR)
- Bermondsey
- Canada Water (Overground)
- Canary Wharf (DLR)
- North Greenwich
- Canning Town (DLR)
- West Ham (District, Hammersmith & City, NR)
- Stratford (végállomás) (Central, DLR, Overground, NR)

## Night Tube
A NightTube szolgáltatás keretein belül a péntekről szombatra, és a szombatról vasárnapra virradó éjszakákon, a teljes vonalon, 10 perces követéssel közlekednek a szerelvények.

## Fordítás
- Ez a szócikk részben vagy egészben  a   Jubilee line című angol Wikipédia-szócikk fordításán alapul.  Az eredeti cikk szerkesztőit annak laptörténete sorolja fel. Ez a jelzés csupán a megfogalmazás eredetét és a szerzői jogokat jelzi, nem szolgál a cikkben szereplő információk forrásmegjelöléseként.